# Baum des Wissens

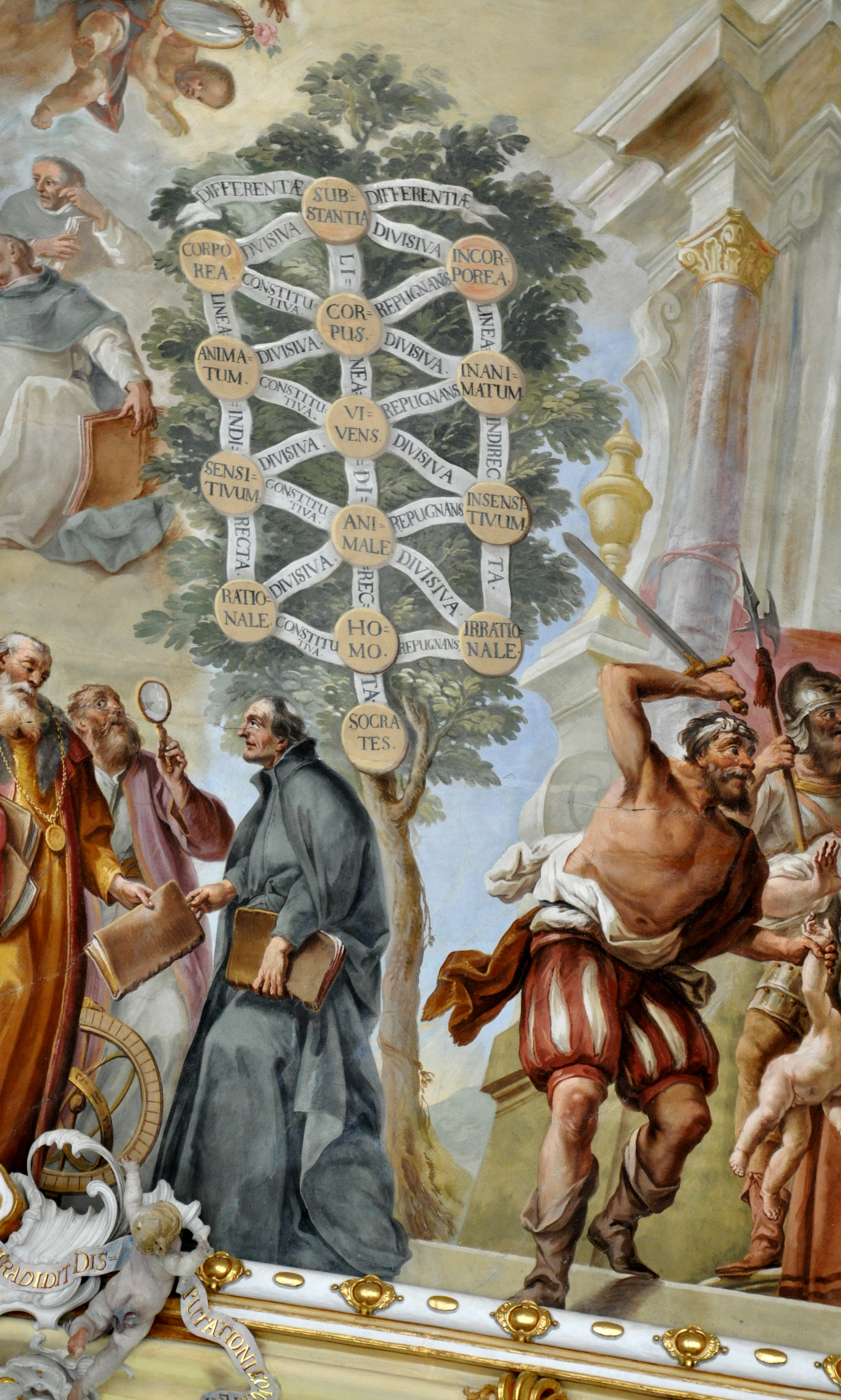
Der Baum des Porphyrios auf einem Fresko (18. Jahrhundert) im Bibliothekssaal des Klosters Schussenried

Der Baum des Wissens ist ein klassisches epistemologisches Ordnungssystem, das der botanischen Semantik entlehnt ist. Es geht zurück auf die platonische Dihairesis, auf der sowohl die aristotelischen Kategorien als auch die Isagoge des Porphyrios von Tyros basieren. Der Übersetzer und Kommentator Boëthius visualisierte das System im 6. Jahrhundert erstmals als Baum, und Petrus Hispanus führte es um 1240 unter dem Namen Porphyrianischer Baum (Arbor porphyriana) in die Wissenschaftsgeschichte ein.
Vergleichbare Strukturen liegen mehreren spätantiken und mittelalterlichen Enzyklopädien zugrunde, etwa Ramon Llulls Arbor scientiae (1295) oder dem Theatrum humanae vitae Theodor Zwingers, 1565. Die auch von Francis Bacon (1561–1626) aufgenommene Metapher wurde zuletzt von Diderot in der Encyclopédie genutzt, wobei sich Grenzen ihrer Nützlichkeit zeigten.
Baum der Wissenschaft nannte Descartes „das große Buch der Welt“, die Gesamtheit des Wissens und der Wissenschaften.
Vor der Baummetapher wurde Wissen als kreisförmig anzuordnen verstanden, siehe Sieben Freie Künste.

## Der Baum als Dispositionsmetapher
a) Arbor porphyrii in Purchotius’ Institutiones philosophicae I, 1730 (Detail a)

b) Arbor porphyrii vermutlich aus einer Boethius-Übersetzung (Detail b)

c) Baum aus Ramon Llulls um 1305 verfasster Ars generalis ultima, veröffentlicht nach 1500 (Detail c)

d) Ramon Llulls 16-teilige Arbor scientiae (ca. 1295) in einem Holzschnitt von 1505 (Detail d)

e) Denis Diderot 1751: Figürlich dargestelltes System der Kenntnisse des Menschen. Vorsatzblatt, Bd. 1 der Encyclopédie

(Detail e, 313k, oder Deutsche Übersetzung, 300k)

f) Das gleiche System, in Baumform dargestellt, erreicht die Grenze der Brauchbarkeit 
(Radierung von 1769, 985 × 635 mm, Vorsatzblatt, Bd. 1 des Registers zur Encyclopédie, 1780) (Detail f)

### Arbor porphyriana

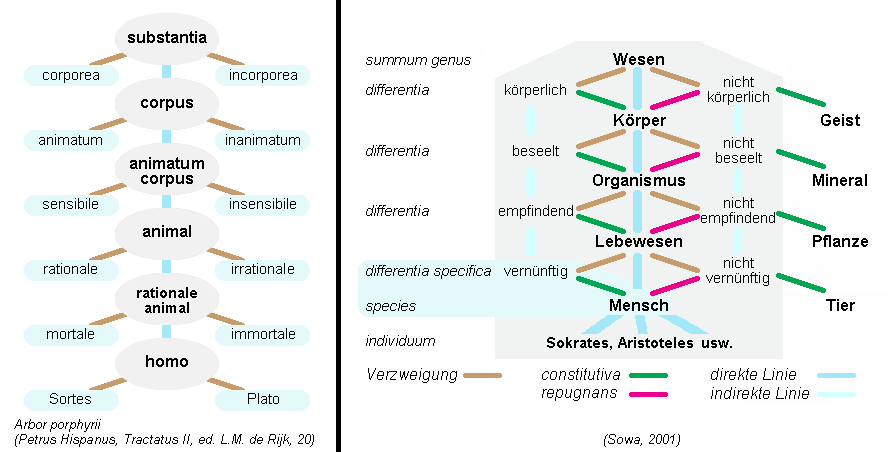
A. porphyrii nach P. Hispanus und Erläuterung nach Sowa.

Die Arbor porphyriana (auch arbor porphyrii, Árbor de Porfirio, Baum des Porphyrios oder Begriffspyramide) ist eine durch den Scholastiker Petrus Hispanus um 1240 in die Wissenschaftsgeschichte eingeführte Metapher.
Sie fußt auf einer Klassifikationsmethode, die Porphyrios von Tyros (* ca. 233 n. Chr.; † ca. 303) in seiner Isagoge (einer Einführung zur Kategorien-Schrift des Aristoteles) dargelegt hatte. Da Porphyrios’ System fünf philosophische Grundbegriffe (Prädikabilien) miteinander verbindet, ist es auch bekannt als Quinque voces (Fünf Begriffe; Von den fünf Lautungen). Das Schema des Baums von Porphyrios ermöglicht die Subordinierung von Gattungs- und Artbegriffen, in die reale Gattungen und Arten eingeordnet werden können. Die zehn möglichen Beziehungen zwischen den fünf Prädikabilien entsprechen den von Aristoteles aufgestellten zehn Kategorien, vgl. Abb.
Die jeweils höchste Gattung (das summum genus) eines solchen Baumes ist die Kategorie. Sie bestimmt den höchsten Abstraktionsgrad. Im Gegensatz zu darunter liegenden Ebenen kann die höchste Gattung nicht Art einer anderen sein. Eine niedrigste Art (infima species) kann im Gegensatz zu darüber liegenden Ebenen nicht mehr weiter eingeteilt werden. Es handelt sich um einen Individualbegriff. Alle dazwischen liegenden Ebenen sind sowohl Art der nächsthöheren Ebene als auch Gattung (proximum genus) der nächstniedrigeren.
Die Bezeichnung Begriffspyramide bezieht sich auf die Abstufung der Begriffe zwischen oben und unten. Da die jeweils „höchste Gattung“ immer viele Art- oder Unterbegriffe in sich zusammenfasst, vergrößert sich der Inhaltsreichtum der Begriffe von oben nach unten immer mehr. Umgekehrt ergeben sich von unten nach oben auf immer umfangsweitere Begriffe, vgl. → Extension und Intension. Ungeklärt bleibt jedoch, ob die Spitze einer solchen Begriffspyramide nicht zum allgemeinsten und umfassendsten aller Begriffe führen müsste, etwa dem Sein oder dem Einen oder ob es eine Verflechtung (συμπλοκή) einer Mehrzahl von obersten Gattungsbegriffen gibt, wie es Platon vertrat („oberes Abschlussproblem“).

### Arbor scientiae
Arbor scientiae ist eine Enzyklopädie des Katalanen Ramon Llull (Raimundus Lullus), in der wie in vielen fortschrittlichen mittelalterlichen Enzyklopädien die Baum-Allegorie genutzt wird, um die Wissenschaften zu systematisieren: L'arbre de ciència wurde um 1295 in Katalanisch verfasst, aber erst 1482 veröffentlicht – in lateinischer Sprache.
In der Arbor scientiae repräsentieren die (Teil-)Bäume vierzehn Seinsbereiche (Elemente, Botanik, Tiere, Sinnesempfindung, Imagination, Moral, Gesellschaftslehre…), die durch zwei weitere Bäume Beispiele (Exempla) und Sprichwörter (Bonmots) veranschaulicht werden.
| Llulls sechzehn Bäume (Bild): | | Jeder Baum hat sieben Teile: |
| --- | --- | --- |
| 1. Arbor elementalis (I) („Baum der Elemente“) 2. Arbor vegetalis (H) 3. Arbor sensualis (G) 4. Arbor imaginalis (F) 5. Arbor humanalis (E) 6. Arbor moralis (K) („Baum der Tugenden“) 7. Arbor imperialis 8. Arbor apostolicalis | 9. Arbor caelestialis (D) 10. Arbor angelicalis (C) 11. Arbor aeviternitalis („Baum des ewigen Lebens“) 12. Arbor maternalis 13. Arbor Jesu Christi 14. Arbor divinalis (B) („Baum über Gott“) 15. Arbor exemplificalis 16. Arbor quaestionalis („Baum der Fragen“) | 1. Radices („Wurzeln“) 2. Truncus („Stamm“) 3. Brancae („Zweige“) 4. Rami („Äste“) 5. Folia („Blätter“) 6. Flores („Blüten“) 7. Fructus („Früchte“) |

In der um 1305 verfassten Ars generalis ultima greift Llull wieder die Baumstruktur der Arbor porphyrii auf (Bild c), um sie zu erweitern und seinen logischen Apparat zu entwickeln.

### Das Schema menschlichen Wissens in der „Encyclopédie“
Mit dem Systême figuré des connoissances humaines (Deutsche Übersetzung, Bild) strukturiert Denis Diderot seine Encyclopédie als letzte bedeutende Enzyklopädie anhand eines „Baums des Wissens“ nach Art Francis Bacons. An mehreren bedeutsamen Stellen weicht Diderot davon ab; seine Enzyklopädie leitet damit einen erkenntnistheoretischen Richtungswechsel [ein], der die Topographie allen menschlichen Wissens verwandelte (Darnton).

## Kritik
In der Neuzeit wurde das klassische Ordnungssystem fundamental hinterfragt:
- Ludwig Wittgenstein argumentierte für die Unmöglichkeit einer hierarchischen Klassifikation bestimmter Kategorien und führte als Alternative den Begriff der Familienähnlichkeit ein.
- Der Philosoph Michel Foucault stellt in Die Ordnung der Dinge (1974) jegliche Kategoriensysteme in Frage, da sie einer Raum-Zeit-Gebundenheit unterliegen; er zeigt in seiner Archäologie des Wissens, dass jedes Kategoriensystem willkürlich wirkt, sobald es aus einer Außenperspektive betrachtet wird (vgl. Taxonomie).
- Weitere postmoderne Kritik äußerten Deleuze und Guattari, die das Rhizom als Wissensmetapher einführten.
- Auch das Netzwerk wird in diesem Zusammenhang genannt.